# برنارد لاما
برنارد لاما (بالفرنسية: Bernard Lama)‏ المولود في 7 أبريل من العام 1963 في سان-سيمفوريان في فرنسا. حارس كرة قدم فرنسي سابق، وأمضى معظم مسيرته حارساً لناديي ليل وباريس سان جيرمان الفرنسيين. يبلغ طوله 183 سم (6 أقدام) مما أعطاه الرشاقة وخفة الحركة في الحراسة.
لعب في العديد من الأندية أيضاً بالترتيب بريس ولينز وميتز وويست هام. ظهر لأول مرة دولياً مع الفريق الفرنسي في 17 فبراير من العام 1993 وذلك ضد إسرائيل حيث فازوا عليهم بنتيجة 4 مقابل لا شيء، واستمر في خوض 44 مباراة مع فريقه. لقد شارك في نهائيات بطولة أمم أوروبا 1996، وظهر بديلاً في نهائيات بطولة أمم أوروبا 2000.
في كأس العالم 1998 لم يشارك لاما ضمن تشكيلة المنتخب الفرنسي حيث حل مكانه الحارس فابيان بارتيز, والسبب في عدم مشاركته هو أنه قد تم منعه من اللعب لمدة شهرين لاكتشاف تعاطيه المخدرات.
الآن هو مدرب وفي 21 يوليو من العام 2006 قد عُين لاما مدرباً لفريق كينيا الدولي لكرة القدم. ولكن الفريق قد فشل في تصفيات كأس أفريقيا بعد أن خسر أمام فريق أريتيريا، وسوف يترك تدريب الفريق بعد شهرين.

## روابط خارجية
- برنارد لاما على موقع الاتحاد الأوربي (الإنجليزية)
- برنارد لاما على موقع قاعدة بيانات كرة القدم.إي يو (الإنجليزية)
- برنارد لاما على موقع ليكيب (الفرنسية)
- برنارد لاما على موقع ناشيونال فوتبول تيمز (الإنجليزية)
- برنارد لاما على موقع عالم كرة القدم.نت (الإنجليزية)